# تيليسوم
شركة تيليسوم (بالإنجليزية Telesom) هي شركة اتصالات خاصة مقرها في هرجيسا عاصمة أرض الصومال ، ومن بين مشغلي شبكات الهاتف المحمول محليًا ، احتلت تيليسوم المرتبة الأولى في عدد عملاء الهواتف المحمولة في أرض الصومال .

## التاريخ
تأسست الشركة في عام 2002 من قبل مساهمين المحليين، لتصبح أول شركة اتصالات تعمل في أرض الصومال .

## بنك دار السلام
بنك دار السلام هو شركة تابعة لشركة تيليسوم. تم إنشاء بنك دار السلام في عام 2010، قبل إنشائه كان البنك يعرف باسم السلام للخدمات المالية.

## روابط خارجية
- الموقع الرسمي :Telesom